# Oryzopsis hymenoides
Oryzopsis hymenoides är en gräsart som först beskrevs av Johann Jakob Roemer och Schult., och fick sitt nu gällande namn av Percy Leroy Ricker och Charles Vancouver Piper. Oryzopsis hymenoides ingår i släktet Oryzopsis och familjen gräs. Inga underarter finns listade i Catalogue of Life.

## Bildgalleri

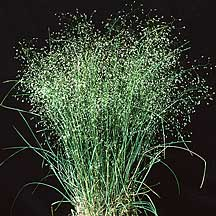
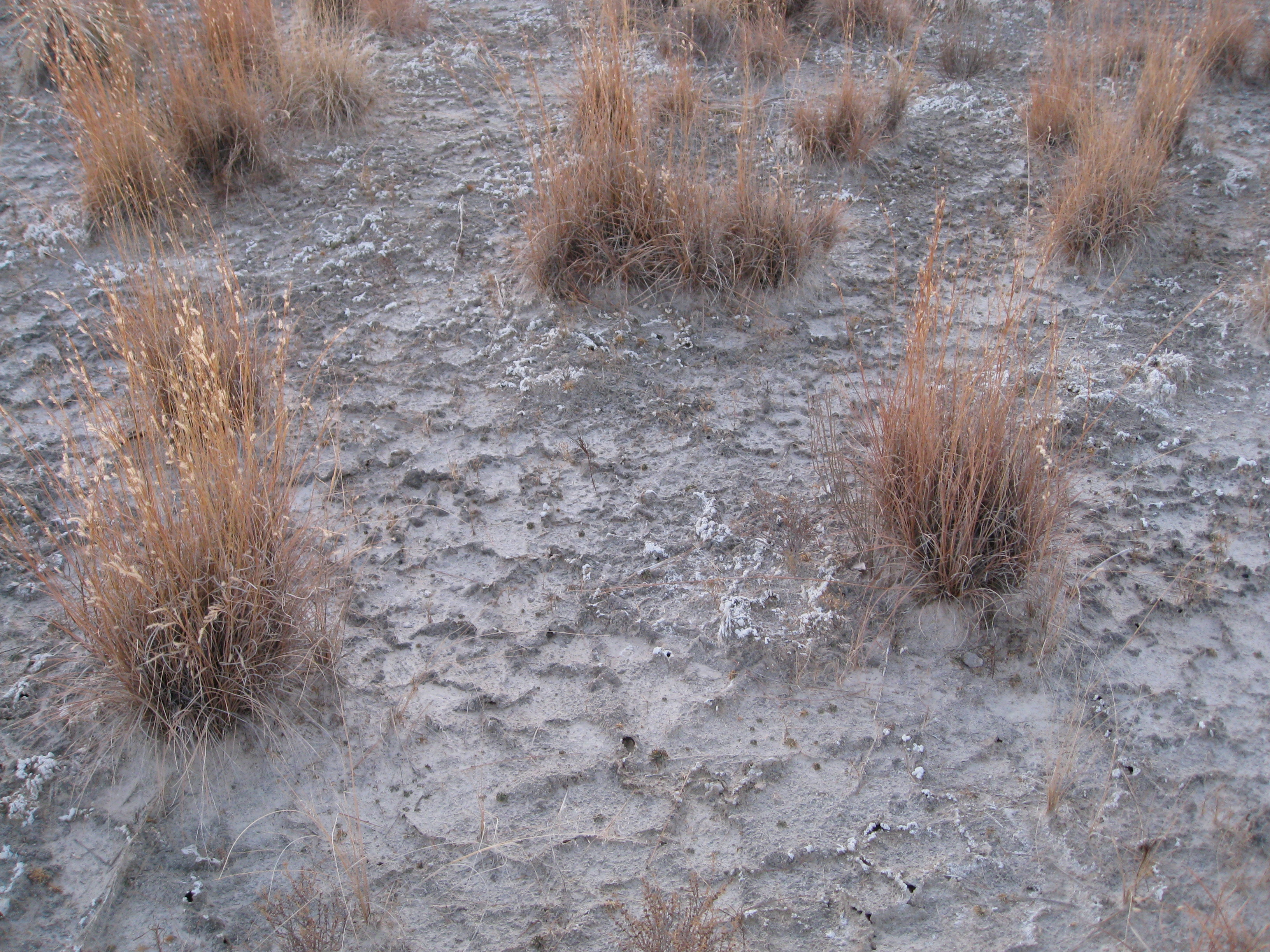
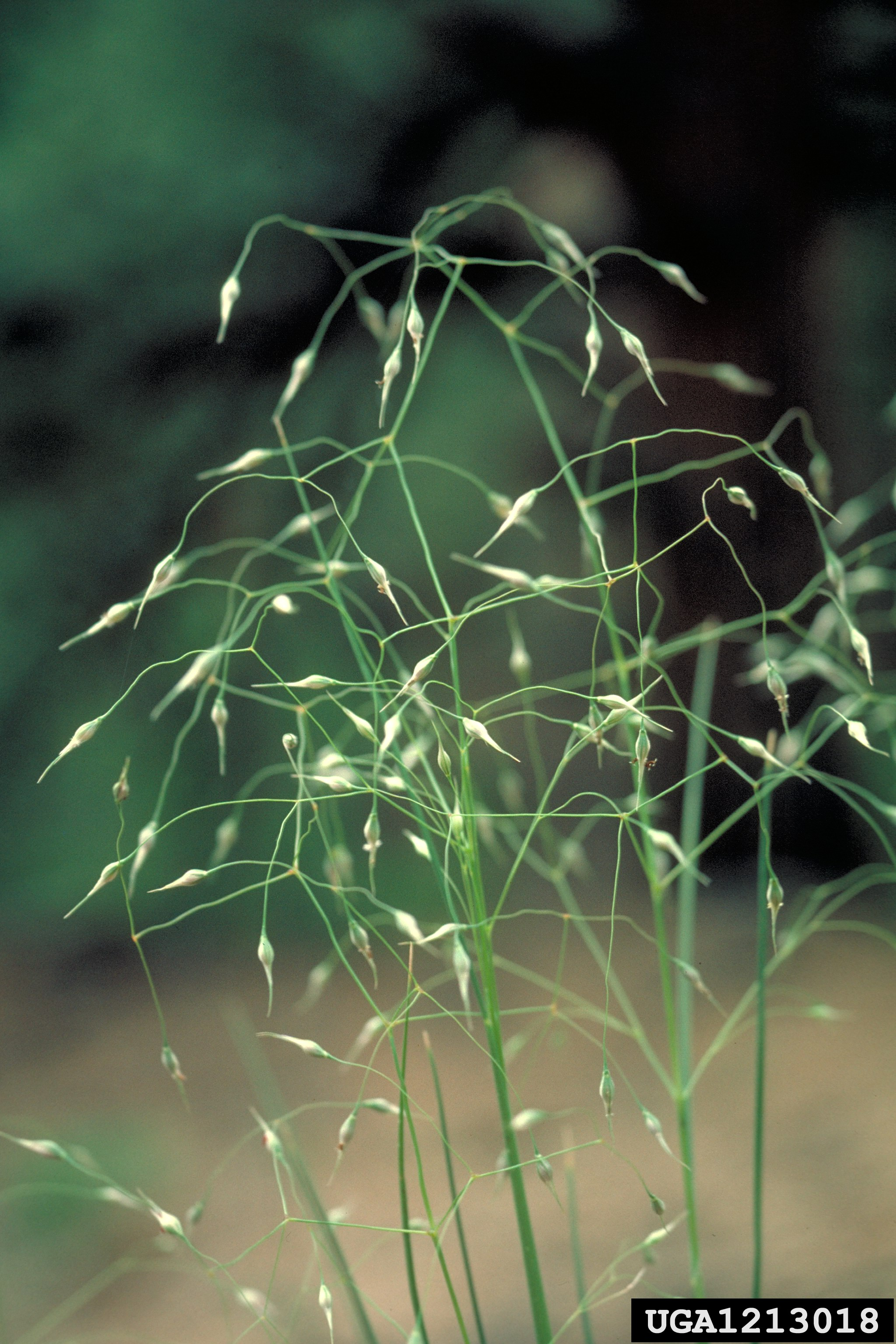